# Skoki narciarskie na Zimowej Uniwersjadzie 2017
Zawody w skokach narciarskich na Zimowej Uniwersjadzie 2017 odbyły się w dniach 1–5 lutego 2017 w Ałmaty. Rozgrywanych było pięć konkurencji – dwa konkursy indywidualne kobiet i mężczyzn na skoczni normalnej, dwa konkursy drużynowe mężczyzn i kobiet na skoczni K-95 i jeden konkurs mieszany na skoczni K-95.
Była to 28. z kolei zimowa uniwersjada, na której zostały rozegrane konkursy skoków narciarskich.

## Medaliści

### Kobiety
| Data          | Godzina     | Konkurencja                               | Złoto                               | Srebro                                      | Brąz                                      |
| ------------- | ----------- | ----------------------------------------- | ----------------------------------- | ------------------------------------------- | ----------------------------------------- |
| 1 lutego 2017 | 17:00 UTC+6 | Konkurs indywidualny na skoczni normalnej | Haruka Iwasa                        | Yūka Kobayashi                              | Marta Křepelková                          |
| 5 lutego 2017 | 16:30 UTC+6 | Konkurs drużynowy na skoczni normalnej    | Japonia Yūka Kobayashi Haruka Iwasa | Czechy Karolína Indráčková Marta Křepelková | Rosja Stiefanija Nadymowa Alona Sutiagina |

### Mężczyźni
| Data          | Godzina     | Konkurencja                               | Złoto                                                       | Srebro                                          | Brąz                                                       |
| ------------- | ----------- | ----------------------------------------- | ----------------------------------------------------------- | ----------------------------------------------- | ---------------------------------------------------------- |
| 1 lutego 2017 | 19:30 UTC+6 | Konkurs indywidualny na skoczni normalnej | Naoki Nakamura                                              | Michaił Maksimoczkin                            | Thomas Lackner                                             |
| 5 lutego 2017 | 19:00 UTC+6 | Konkurs drużynowy na skoczni normalnej    | Rosja Aleksandr Bażenow Roman Trofimow Michaił Maksimoczkin | Słowenia Anže Lavtižar Andraž Modic Aljaž Vodan | Polska Krzysztof Miętus Stanisław Biela Przemysław Kantyka |

### Konkurencje mieszane
| Data          | Godzina     | Konkurencja                           | Złoto                                 | Srebro                                    | Brąz                               |
| ------------- | ----------- | ------------------------------------- | ------------------------------------- | ----------------------------------------- | ---------------------------------- |
| 4 lutego 2017 | 18:00 UTC+6 | Konkurs mieszany na skoczni normalnej | Japonia I Haruka Iwasa Naoki Nakamura | Czechy I Marta Křepelková Čestmír Kožíšek | Japonia II Yūka Kobayashi Max Koga |

## Klasyfikacja medalowa
| Miejsce | Państwo  | złoto | srebro | brąz | Razem |
| ------- | -------- | ----- | ------ | ---- | ----- |
| 1.      | Japonia  | 4     | 1      | 1    | 6     |
| 2.      | Rosja    | 1     | 1      | 1    | 3     |
| 3.      | Czechy   | 0     | 2      | 1    | 3     |
| 4.      | Słowenia | 0     | 1      | 0    | 1     |
| 5.      | Austria  | 0     | 0      | 1    | 1     |
| 5.      | Polska   | 0     | 0      | 1    | 1     |

## Wyniki

### Kobiety

#### Konkurs indywidualny (1.02.2017)
| Miejsce | Zawodniczka            | Seria 1 | Seria 1 | Seria 2 | Seria 2 | Nota końcowa |
| Miejsce | Zawodniczka            | Skok 1  | Nota    | Skok 2  | Nota    | Nota końcowa |
| ------- | ---------------------- | ------- | ------- | ------- | ------- | ------------ |
| 1.      | Haruka Iwasa           | 90,0 m  | 111,5   | 95,0 m  | 101,1   | 212,6        |
| 2.      | Yūka Kobayashi         | 91,5 m  | 105,0   | 93,5 m  | 95,2    | 200,2        |
| 3.      | Marta Křepelková       | 93,0 m  | 107,9   | 90,5 m  | 90,9    | 198,8        |
| 4.      | Susanna Forsström      | 93,5 m  | 116,9   | 92,0 m  | 71,2    | 188,1        |
| 5.      | Stiefanija Nadymowa    | 87,5 m  | 97,2    | 91,0 m  | 87,3    | 184,5        |
| 6.      | Magdalena Pałasz       | 90,5 m  | 105,6   | 82,5 m  | 71,8    | 177,4        |
| 7.      | Jun Maruyama           | 86,0 m  | 94,3    | 82,5 m  | 75,2    | 169,5        |
| 8.      | Karolína Indráčková    | 79,0 m  | 77,9    | 75,5 m  | 67,6    | 145,5        |
| 9.      | Michaela Doleželová    | 75,0 m  | 78,6    | 79,0 m  | 64,9    | 143,5        |
| 10.     | Alona Sutiagina        | 74,0 m  | 62,4    | 66,5 m  | 47,4    | 109,8        |
| 11.     | Dong Bing              | 76,5 m  | 52,7    | 70,5 m  | 48,2    | 100,9        |
| 12.     | Dajana Achmietwalijewa | 55,0 m  | 28,1    | 53,0 m  | 8,9     | 37,0         |

#### Konkurs drużynowy (5.02.2017)
| M  | Zespół            | Reprezentacja          | Skok 1 | Skok 2 | Nota  | Nota zespołu |
| -- | ----------------- | ---------------------- | ------ | ------ | ----- | ------------ |
| 1. | Japonia           | Yūka Kobayashi         | 94,5 m | 94,0 m | 221,3 | 432,8        |
| 1. | Japonia           | Haruka Iwasa           | 92,0 m | 90,5 m | 211,5 | 432,8        |
| 2. | Czechy            | Karolína Indráčková    | 77,5 m | 77,5 m | 146,4 | 344,4        |
| 2. | Czechy            | Marta Křepelková       | 89,0 m | 87,5 m | 198,0 | 344,4        |
| 3. | Rosja             | Stiefanija Nadymowa    | 89,0 m | 89,5 m | 195,8 | 307,8        |
| 3. | Rosja             | Alona Sutiagina        | 69,0 m | 70,5 m | 112,0 | 307,8        |
| —  | Polska/ Finlandia | Magdalena Pałasz       | 88,0 m | NQ     | 101,5 | 187,5        |
| —  | Polska/ Finlandia | Susanna Forsström      | 84,0 m | NQ     | 86,0  | 187,5        |
| —  | Japonia/ Czechy   | Jun Maruyama           | 81,0 m | NQ     | 85,3  | 109,9        |
| —  | Japonia/ Czechy   | Michaela Doleželová    | 65,0 m | NQ     | 24,6  | 109,9        |
| —  | Kazachstan/ Chiny | Dajana Achmietwalijewa | 55,5 m | NQ     | 24,5  | 70,5         |
| —  | Kazachstan/ Chiny | Dong Bing              | 66,0 m | NQ     | 46,0  | 70,5         |

### Mężczyźni

#### Konkurs indywidualny (1.02.2017)
| Miejsce | Zawodnik                | Seria 1 | Seria 1 | Seria 2 | Seria 2 | Nota końcowa |
| Miejsce | Zawodnik                | Skok 1  | Nota    | Skok 2  | Nota    | Nota końcowa |
| ------- | ----------------------- | ------- | ------- | ------- | ------- | ------------ |
| 1.      | Naoki Nakamura          | 100,0 m | 134,2   | 99,0 m  | 131,6   | 265,8        |
| 2.      | Michaił Maksimoczkin    | 98,0 m  | 129,1   | 98,5 m  | 134,3   | 263,4        |
| 3.      | Thomas Lackner          | 98,5 m  | 127,1   | 99,5 m  | 134,1   | 261,2        |
| 4.      | Aljaž Vodan             | 103,0 m | 128,2   | 96,0 m  | 128,7   | 256,9        |
| 5.      | Andraž Modic            | 100,0 m | 121,7   | 98,0 m  | 132,7   | 254,4        |
| 6.      | Čestmír Kožíšek         | 100,0 m | 127,9   | 96,0 m  | 125,8   | 253,7        |
| 7.      | Przemysław Kantyka      | 98,0 m  | 122,0   | 97,0 m  | 130,8   | 252,8        |
| 8.      | Jegor Usaczow           | 99,0 m  | 126,1   | 97,5 m  | 126,1   | 252,2        |
| 9.      | Roman Trofimow          | 99,0 m  | 124,1   | 97,5 m  | 126,1   | 250,2        |
| 10.     | Aleksandr Bażenow       | 95,5 m  | 123,1   | 97,5 m  | 126,9   | 250,0        |
| 11.     | Frans Tähkävuori        | 95,0 m  | 117,3   | 100,0 m | 131,8   | 249,1        |
| 12.     | Siergiej Tkaczenko      | 94,0 m  | 122,2   | 96,5 m  | 126,3   | 248,5        |
| 13.     | Iwan Łanin              | 100,0 m | 122,5   | 96,5 m  | 125,6   | 248,1        |
| 14.     | Stanisław Biela         | 96,5 m  | 125,7   | 95,0 m  | 121,8   | 247,5        |
| 15.     | Sabirżan Muminow        | 101,0 m | 124,3   | 95,0 m  | 120,7   | 245,0        |
| 16.     | Anže Lavtižar           | 96,0 m  | 120,2   | 95,0 m  | 123,7   | 243,9        |
| 17.     | Jakub Kot               | 96,0 m  | 120,1   | 95,0 m  | 123,5   | 243,6        |
| 17.     | Krzysztof Miętus        | 97,0 m  | 116,4   | 98,0 m  | 127,2   | 243,6        |
| 19.     | Wadim Szyszkin          | 96,0 m  | 120,1   | 96,0 m  | 122,8   | 242,9        |
| 20.     | Petrick Hammann         | 95,0 m  | 116,7   | 96,5 m  | 122,0   | 238,7        |
| 21.     | Lucas Schaffer          | 102,0 m | 120,2   | 93,5 m  | 118,4   | 238,6        |
| 22.     | Artur Kukuła            | 95,5 m  | 117,6   | 94,0 m  | 119,5   | 237,1        |
| 23.     | Riku Tähkävuori         | 93,5 m  | 112,1   | 96,5 m  | 124,4   | 236,5        |
| 24.     | Krzysztof Leja          | 97,0 m  | 111,6   | 95,5 m  | 122,7   | 234,3        |
| 25.     | Max Koga                | 97,0 m  | 116,0   | 93,0 m  | 117,8   | 233,8        |
| 26.     | Thomas Roch Dupland     | 89,5 m  | 115,0   | 93,0 m  | 117,5   | 232,5        |
| 27.     | Ossi-Pekka Valta        | 92,5 m  | 116,7   | 93,5 m  | 113,9   | 230,6        |
| 28.     | Elias Vänskä            | 91,0 m  | 115,0   | 92,0 m  | 114,5   | 229,5        |
| 29.     | Ayberk Demir            | 96,0 m  | 110,3   | 94,5 m  | 115,4   | 225,7        |
| 30.     | Rikuta Watanabe         | 91,0 m  | 108,8   | 89,0 m  | 103,4   | 212,2        |
| 31.     | Filip Sakala            | 91,0 m  | 108,4   | NQ      | NQ      | 108,4        |
| 32.     | Tomoya Watanabe         | 92,0 m  | 107,6   | NQ      | NQ      | 107,6        |
| 33.     | Muhammet İrfan Çintımar | 90,0 m  | 104,2   | NQ      | NQ      | 104,2        |
| 34.     | Matija Štemberger       | 88,5 m  | 103,3   | NQ      | NQ      | 103,3        |
| 35.     | Muhammed Münir Güngen   | 90,5 m  | 102,9   | NQ      | NQ      | 102,9        |
| 36.     | Jan Michálek            | 87,0 m  | 101,8   | NQ      | NQ      | 101,8        |
| 37.     | Martin Capuder          | 90,0 m  | 101,5   | NQ      | NQ      | 101,5        |
| 38.     | Andrij Kłymczuk         | 88,0 m  | 101,3   | NQ      | NQ      | 101,3        |
| 39.     | Jan Mayländer           | 95,0 m  | 99,1    | NQ      | NQ      | 99,1         |
| 40.     | Si Jeong-heon           | 87,0 m  | 95,9    | NQ      | NQ      | 95,9         |
| 41.     | Lee Ju-chan             | 89,5 m  | 95,6    | NQ      | NQ      | 95,6         |
| 42.     | Rauno Loit              | 82,5 m  | 95,4    | NQ      | NQ      | 95,4         |
| 43.     | Roman Nogin             | 85,5 m  | 93,2    | NQ      | NQ      | 93,2         |
| 44.     | Akram Adiłow            | 88,0 m  | 92,5    | NQ      | NQ      | 92,5         |
| 45.     | Sergei Achabadze        | 80,5 m  | 86,6    | NQ      | NQ      | 86,6         |
| 46.     | Jan Souček              | 80,0 m  | 85,8    | NQ      | NQ      | 85,8         |
| 47.     | Aljaž Žepič             | 79,0 m  | 83,2    | NQ      | NQ      | 83,2         |
| 48.     | Ihor Jakibjuk           | 79,0 m  | 80,3    | NQ      | NQ      | 80,3         |
| 49.     | Raiko Heide             | 76,5 m  | 78,1    | NQ      | NQ      | 78,1         |
| 50.     | Witalij Dodiuk          | 75,0 m  | 67,5    | NQ      | NQ      | 67,5         |
| 51.     | Wang Bingrong           | 72,0 m  | 59,6    | NQ      | NQ      | 59,6         |
| —       | Iwan Zełenczuk          | DSQ     | DSQ     | DSQ     | DSQ     | DSQ          |
| —       | Tobias Simon            | DNS     | DNS     | DNS     | DNS     | DNS          |

#### Konkurs drużynowy (5.02.2017)
| Miejsce | Państwo    | Zawodnicy                                             | Nota końcowa |
| ------- | ---------- | ----------------------------------------------------- | ------------ |
| 1.      | Rosja      | Aleksandr Bażenow Roman Trofimow Michaił Maksimoczkin | 789,9        |
| 2.      | Słowenia   | Anže Lavtižar Andraž Modic Aljaž Vodan                | 783,8        |
| 3.      | Polska     | Krzysztof Miętus Stanisław Biela Przemysław Kantyka   | 761,8        |
| 4.      | Czechy     | Filip Sakala Jan Michálek Čestmír Kožíšek             | 736,4        |
| 5.      | Niemcy     | Tobias Simon Petrick Hammann Jan Mayländer            | 730,4        |
| 6.      | Japonia    | Tomoya Watanabe Rikuta Watanabe Naoki Nakamura        | 708,8        |
| 7.      | Finlandia  | Ossi-Pekka Valta Riku Tähkävuori Elias Vänskä         | 695,1        |
| 8.      | Kazachstan | Akram Adiłow Sabirżan Muminow Siergiej Tkaczenko      | 687,2        |
| 9.      | Ukraina    | Iwan Zełenczuk Ihor Jakibjuk Andrij Kłymczuk          | 236,6        |

### Konkurs mieszany (4.02.2017)
| Miejsce | Państwo    | Zawodnicy                                  | Nota końcowa |
| ------- | ---------- | ------------------------------------------ | ------------ |
| 1.      | Japonia I  | Haruka Iwasa, Naoki Nakamura               | 445,1        |
| 2.      | Czechy I   | Marta Křepelková, Čestmír Kožíšek          | 434,9        |
| 3.      | Japonia II | Yūka Kobayashi, Max Koga                   | 430,6        |
| 4.      | Rosja I    | Stiefanija Nadymowa, Michaił Maksimoczkin  | 428,4        |
| 5.      | Polska     | Magdalena Pałasz, Przemysław Kantyka       | 413,5        |
| 6.      | Czechy II  | Karolína Indráčková, Filip Sakala          | 354,9        |
| 7.      | Rosja II   | Alona Sutiagina, Michaił Nazarow           | 319,1        |
| 8.      | Kazachstan | Dajana Achmietwalijewa, Siergiej Tkaczenko | 153,4        |
| 9.      | Chiny      | Dong Bing, Wang Bingrong                   | 104,2        |
| 10.     | Finlandia  | Susanna Forsström, Frans Tähkävuori        | 80,2         |